# Cercocebus chrysogaster
Cercocebus chrysogaster  (лат.) — вид приматов из семейства мартышковых (Cercopithecidae).
Тесно связан с Cercocebus agilis. Длина тела от 40 до 62 см, самцы крупнее. Хвост длиной 45—76 см. Масса самок от 4,5 до 7, самцов — от 7 до 13 килограммов. Окраска шерсти оливково-зелёного или коричнево-зелёного цвета сверху, брюхо жёлтое или ярко-оранжевое.
Этот вид встречается на юг от реки Конго, в центральном бассейне реки Конго, эндемик Демократической Республики Конго. Обитает на высоте 500 метров над уровнем моря. Этот вид встречается в сезонно затопляемой низменности и возвышенности тропических лесов и может проживать в галерейных лесах. Иногда также наблюдается во вторичных лесах, и, пожалуй, сельскохозяйственный вредитель в некоторых областях.
Мало что известно об образе жизни этих животных. Это дневной вид, у которых размер группы, вероятно, в среднем около 15 животных. Рацион питания состоит из фруктов, листьев, грибов, семян, орехов, насекомых и мелких птиц. После беременности 164—175 дней, как правило, рождается только один детёныш. Продолжительность жизни может достигать около 30 лет.

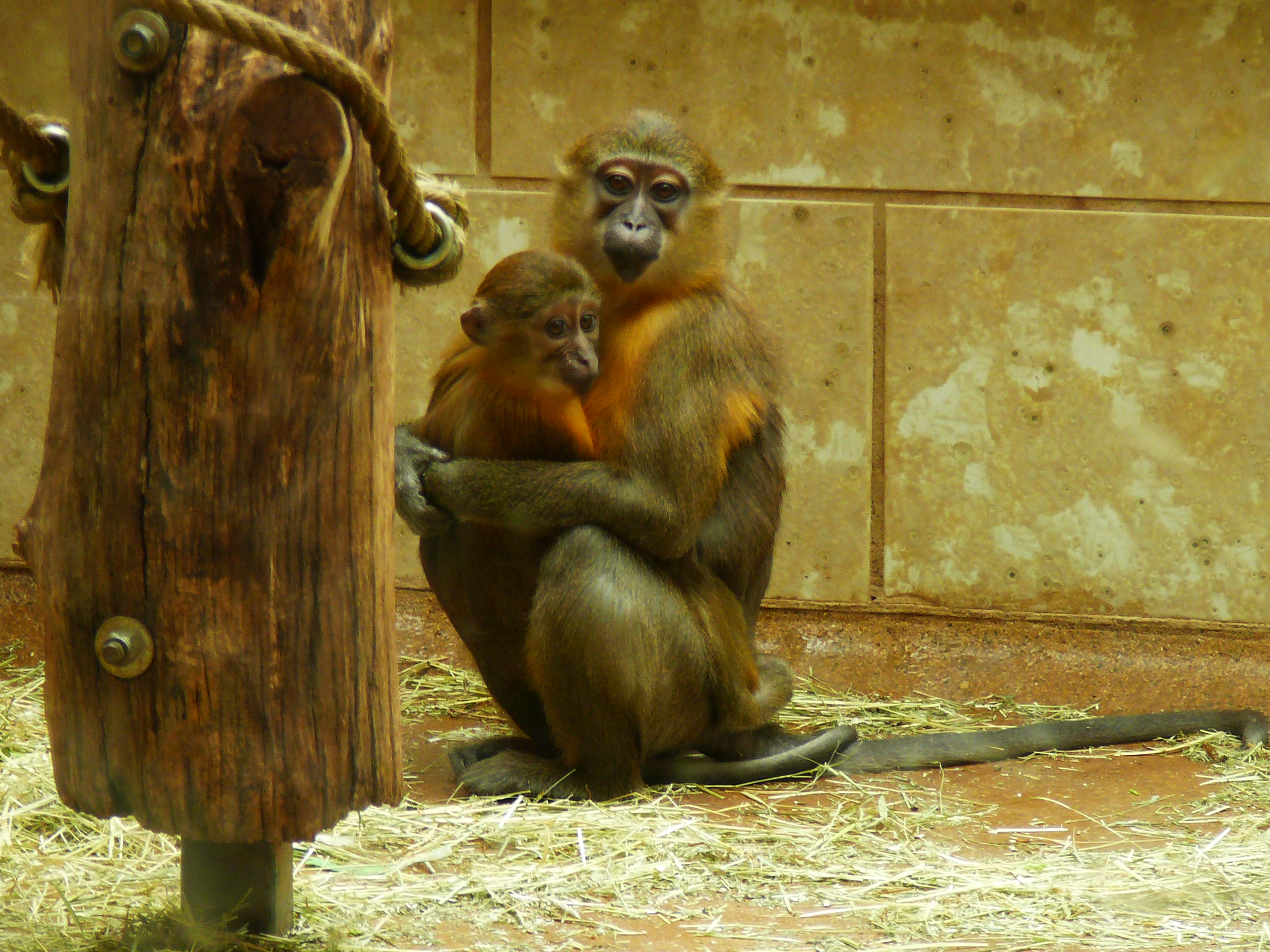
Самка с детёнышем

Наибольшую опасность для этого вида составляет охота (как ради мяса, так и для продажи), а также локализованная потеря среды обитания. Этот вид включён в Приложение II СИТЕС и класс B Африканской Конвенции о сохранении природы и природных ресурсов.